# Mohamed M. Abou El Enein
 (novembre 2023).
La mise en forme du texte ne suit pas les recommandations de Wikipédia : il faut le « wikifier ».
Les points d'amélioration suivants sont les cas les plus fréquents :
- Les titres sont pré-formatés par le logiciel. Ils ne sont ni en capitales, ni en gras.
- Le texte ne doit pas être écrit en capitales (les noms de famille non plus), ni en gras, ni en italique, ni en « petit »…
- Le gras n'est utilisé que pour surligner le titre de l'article dans l'introduction, une seule fois.
- L'italique est rarement utilisé : mots en langue étrangère, titres d'œuvres, noms de bateaux, etc.
- Les citations ne sont pas en italique mais en corps de texte normal. Elles sont entourées par des guillemets français : « et ».
- Les listes à puces sont à éviter, des paragraphes rédigés étant largement préférés. Les tableaux sont à réserver à la présentation de données structurées (résultats, etc.).
- Les appels de note de bas de page (petits chiffres en exposant, introduits par l'outil «  Source ») sont à placer entre la fin de phrase et le point final[comme ça].
- Les liens internes (vers d'autres articles de Wikipédia) sont à choisir avec parcimonie. Créez des liens vers des articles approfondissant le sujet. Les termes génériques sans rapport avec le sujet sont à éviter, ainsi que les répétitions de liens vers un même terme.
- Les liens externes sont à placer uniquement dans une section « Liens externes », à la fin de l'article. Ces liens sont à choisir avec parcimonie suivant les règles définies. Si un lien sert de source à l'article, son insertion dans le texte est à faire par les notes de bas de page.
- La présentation des références doit suivre les conventions bibliographiques. Il est recommandé d'utiliser les modèles {{Ouvrage}}, {{Chapitre}}, {{Article}}, {{Lien web}} et/ou {{Bibliographie}}. Le mode d'édition visuel peut mettre en forme automatiquement les références.
- Insérer une infobox (cadre d'informations à droite) n'est pas obligatoire pour parachever la mise en page.

Pour une aide détaillée, merci de consulter Aide:Wikification.
Si vous pensez que ces points ont été résolus, vous pouvez retirer ce bandeau et améliorer la mise en forme d'un autre article.
Mohamed M. Abou El Enein (arabe : محمد أبو العينين ; né le 5 septembre 1951) est un homme d'affaires, investisseur, personnalité publique et politicien égyptien. Il est le président et fondateur du groupe Cleopatra et le fondateur de nombreux projets entreprenariaux et sociétaux en Égypte. Il est député pendant plus de 15 ans, de 1995 à 2011, élu comme président de nombreuses commissions et comme représentant dans de nombreuses assemblées internationales. Actuellement, il occupe le poste de vice-président de la Chambre des représentants. Il remporte plusieurs prix et certificats d'honneur internationaux pour sa contribution dans divers domaines des affaires.
Abou El Enein fonde le groupe Cleopatra en 1983. À cette époque, il commence avec l'industrie de la céramique, avec une usine. Dans un très court laps de temps, cette activité s'étend pour englober 60% de la part de marché local, en plus d'ouvrir des marchés internationaux. Sur la base de ce bond en avant, les entreprises d'Abou El Enein se diversifient pour inclure les domaines de l'agriculture, des mines, de l'immobilier, du tourisme, des médias, des projets de haute technologie et de l'aviation (Abou El Enein est également un pilote certifié).

## Entreprises et investissements
Mohamed Abou El Enein commence sa carrière entrepreneuriale dans le commerce international entre l'Europe et l'Égypte en 1973. En 1983, il établit sa première usine dans la 10e ville du Ramadan, qui est la première de ce type en Égypte pour fabriquer de la céramique de qualité. Actuellement, la marque Ceramica Cleopatra est devenue l'un des plus grands producteurs mondiaux de céramiques, de porcelaine et de sanitaires, avec 17 usines, sous l'égide du groupe Cleopatra.

### Marque et licences Cleopatra
Au-delà de ses entreprises traditionnelles dans l'industrie de la céramique, et ayant taillé une place pour la marque Cleopatra dans ses industries, Abou El Enein s'est depuis lors lancé dans l'établissement du nom et de la marque Cleopatra dans une multitude d'autres industries et produits. Abou El Enein réussit à commercialiser la marque Cleopatra dans le secteur de l'hôtellerie avec Cleo Travel (une agence de voyage), Cleopatra Silicon Valley (fabrication de cartes à puce), Cleopatra Luxury Hotels & Resorts (un certain nombre de complexes de luxe à Sharm el-Sheikh, Hurgada, Taba, Mersa Matruh), Cleopatra Media for TV Channels (englobant 3 chaînes de télévision et un site web d'actualités), parmi d'autres projets et marques. En outre, il est le président de Ceramica Cleopatra FC.

### Autres entreprises

#### Développement agricole
Mohamed Abou El Enein est un pionnier dans le domaine de la végétalisation de désert. Ses projets dans la zone de l'Est d'al-Owinat, Al Nobaria, 10e du Ramadan, à l'est de Suez, Sahl Al Tina et Wadi Al Mullak, aident à transformer les régions désertées et éloignées en un habitat où des fermes se créent et des communautés entières prospèrent, sur un total de 13 750 acres.

#### Tourisme
Il fonde un certain nombre de complexes de luxe et d'hôtels à Sharm el-Sheikh, Makadi Bay, Marsa Alam, et Taba; employant des centaines d'Égyptiens, en plus de nouveaux projets en construction à Mersa Matruh, avec une vision moderne du développement touristique intégré. Récemment, Cleopatra acquiert la deuxième plus grande entreprise de tourisme allemande, Aldiana, avec dix Club Hôtels répartis dans 6 pays différents (Tunisie, Espagne, Autriche, Turquie, Chypre et Grèce)[réf. nécessaire].

#### Développement immobilier
Le développement immobilier occupe également sa part dans les investissements d'Abou El Enein avec 5 projets différents :
- Cleopatra Square dans la ville du 6 Octobre (composée de 117 parcelles allouées pour des villas résidentielles de haut standing)
- Cleopatra Palace dans Shorouk City (un complexe de première classe situé sur plus de 200 000 m2 et comprenant des villas à deux étages et 16 bâtiments résidentiels)
- Cleopatra Plaza dans Nasr City (un complexe résidentiel et commercial)
- Azarita Plaza à Alexandrie (un complexe résidentiel et commercial s'étendant sur 5 000 m2)
- Cleopatra Shopping Mall (prévu pour être inauguré au premier trimestre 2017)

#### Médias
Cleopatra Media for TV Channels est un réseau médiatique égyptien de premier plan qui comprend non seulement trois chaînes de télévision parmi les plus regardées en Égypte et dans le monde arabe (parmi les 10 premières), mais aussi un site web en ligne parmi les cinq premiers du pays, couvrant un large éventail d'intérêts publics, de la politique à l'économie, du divertissement au sport[réf. nécessaire].

#### Aviation
Cleopatra Aviation a trois opérations principales. La première partie est le Département des vols et l'Opération Charter. La deuxième branche est le Centre de maintenance des avions. Et la dernière branche se concentre sur la fourniture de services de manutention, de service et d'accueil des passagers pour les jets d'affaires en transit au Caire. Cleopatra Aviation est actuellement[Quand ?] dans la phase finale d'obtention de leur Charte de fonctionnement aérien égyptien dans un avenir très proche[réf. nécessaire].

#### Cleopatra Silicon Valley
CSV est un complexe industriel de haute technologie. Abou El Enein y établit une usine de carte à puce, la première usine de ce type en Égypte. Elle produit toutes sortes de cartes intelligentes, allant des cartes à gratter, des cartes mémoire, des cartes SIM aux cartes de crédit[réf. nécessaire].

## Activité politique
- Abou El Enein est membre de l'Assemblée du peuple depuis 1995. En 2005, il est élu « Président du Comité du Logement, des Services Publics et de la Construction » (2000 - 2005), puis « Président du Comité de l'Industrie et de l'Énergie » (2005-2011). Depuis le 12 janvier 2021, il est vice-président de la Chambre des représentants.
- Sur le plan international, Abou El Enein est élu en 2010[8] comme président de l'Assemblée parlementaire de la Méditerranée (PAM), basée à Malte, qui englobe 37 pays membres au nord et au sud de la Méditerranée.
- Il est également élu président du Comité des affaires économiques et financières, des affaires sociales et de l'éducation de l'Assemblée parlementaire de l'Union pour la Méditerranée (AP-UpM) pour deux mandats consécutifs.
- Le Parlement euro-méditerranéen le distingue et lui décerne, en tant que représentant de tous les membres parlementaires des pays méditerranéens du sud, le « Prix d'excellence parlementaire » en reconnaissance de son soutien à l'effort parlementaire international et régional.
- L'Assemblée parlementaire de la Méditerranée (PAM) le choisit pour être son « Ambassadeur itinérant »[9], ainsi que son « Représentant permanent à la Ligue des États arabes »
- Il reçoit le Prix d'Engagement Social International en 2018[10].

## Positions honorifiques
- Juillet 2012 : Consultant international en affaires et économie par l'ONU Organisation mondiale pour le commerce des services pour son expérience et ses contributions dans les domaines industriel, commercial, agricole et touristique depuis plus de 40 ans.
- Janvier et février 2012 : Arbitre international et industriel accrédité par le Conseil international d'arbitrage, le rendant éligible pour régler les différends industriels et résoudre les problèmes et obstacles commerciaux et industriels entre organismes, entreprises et usines.
- Conseiller en arbitrage international pour le secteur industriel et commercial par le Centre de développement des ressources naturelles et humaines - Institut des études africaines - Université du Caire.

## Activités dans la société civile
Abou El Enein est reconnu pour sa contribution dans le domaine du travail social.
- Il a été élu Président du Conseil égyptien-européen depuis 2007. Le conseil est l'une des institutions de la société civile, jouant un rôle important dans le renforcement de la coopération économique et des relations culturelles et politiques mutuelles entre l'Égypte et l'Europe[source secondaire nécessaire].
- La responsabilité sociale d'entreprise occupe une place importante dans l'agenda de Abou El Enein. En 2001, il a créé l'« Organisation Abou El Enein pour les activités sociales et la charité ». Cette organisation propose des cours d'alphabétisation, s'engage dans le développement des écoles et vise à contribuer au développement humain[source secondaire nécessaire].

## Vie privée
Mohamed M. Abou El Enein a été marié à une femme italienne pendant dix ans avant le décès de celle-ci. Il se marie à nouveau lors d'une autre union de laquelle il a trois fils et une fille. Il est un amateur de sport qui joue au tennis. Ses vacances familiales préférées se passent dans des stations de ski, qui est un autre sport qu'il apprécie.